# John F. Nugent
John Frost Nugent, född 28 juni 1868 i La Grande, Oregon, död 18 september 1931 i Silver Spring, Maryland, var en amerikansk demokratisk politiker. Han representerade delstaten Idaho i USA:s senat 1918–1921.
Nugent försörjde sig i sin ungdom som gruvarbetare. Han studerade sedan juridik och inledde 1898 sin karriär som advokat i Idaho. Han var åklagare för Owyhee County 1899–1906.
Senator James H. Brady avled 1918 i ämbetet. Guvernören i Idaho Moses Alexander utnämnde Nugent till senaten fram till fyllnadsvalet senare samma år. Nugent besegrade därefter tidigare guvernören Frank R. Gooding i fyllnadsvalet. Gooding utmanade sedan Nugent i senatsvalet 1920 och vann. Sex år senare utmanade Nugent i sin tur Gooding men förlorade en gång till.
Nugents grav finns på Cedar Hill Cemetery i Prince George's County, Maryland.